# Félix Tourdes
Félix Tourdes, peintre auvergnat, né le 31 mars 1855 à Aurillac (Cantal), mort le 5 mars 1920 dans cette même ville. 
Il a réalisé, entre autres, pour le grand salon du château de Pesteils, entre 1901 et 1911, la série d'œuvres des cinq sens, ensemble de peintures murales classées comme monument historique au titre d'objet depuis 1980.